# Pozor, rock! Live 1988
Pozor, rock! Live 1988 je koncertní album české rockové skupiny Katapult, které vyšlo v roce 1988 původně jako LP pod vydavatelstvím Supraphon a později také na CD pod vydavatelstvím Bonton a Sony Music. Skladby byly nahrávány během koncertního turné "Pozor, rock!" v říjnu 1987 - lednu 1988. Na CD reedici vyšlo kromě původních deseti koncertních nahrávek také pět studiových nahrávek, které vyšly původně samostatně jako singly.

## Seznam skladeb

### LP

#### Strana A
| Pořadí | Název                    | Autor           | Délka |
| ------ | ------------------------ | --------------- | ----- |
| 1.     | Život je pes             | (Říha/Vostárek) | 4:42  |
| 2.     | Buďme rádi, že jsme rádi | (Říha/Půta)     | 4:00  |
| 3.     | Třináctá komnata         | (Říha/Půta)     | 5:15  |
| 4.     | Vlaky                    | (Říha/Půta)     | 3:45  |
| 5.     | Veletok                  | (Říha/Půta)     | 3:30  |

#### Strana B
| Pořadí | Název            | Autor           | Délka |
| ------ | ---------------- | --------------- | ----- |
| 6.     | Všichni mi lhali | (Říha/Gellner)  | 3:35  |
| 7.     | Stala se chyba   | (Říha/Půta)     | 3:46  |
| 8.     | Rock and Roller  | (Říha/Říha)     | 3:09  |
| 9.     | Vojín XY         | (Říha/Vostárek) | 5:09  |
| 10.    | Někdy příště     | (Říha/Půta)     | 4:44  |

### CD reedice + bonus
| Pořadí | Název                        | Autor           | Délka |
| ------ | ---------------------------- | --------------- | ----- |
| 1.     | Život je pes                 | (Říha/Vostárek) | 4:42  |
| 2.     | Buďme rádi, že jsme rádi     | (Říha/Půta)     | 4:00  |
| 3.     | Třináctá komnata             | (Říha/Půta)     | 5:15  |
| 4.     | Vlaky                        | (Říha/Půta)     | 3:45  |
| 5.     | Veletok                      | (Říha/Půta)     | 3:30  |
| 6.     | Všichni mi lhali             | (Říha/Gellner)  | 3:35  |
| 7.     | Stala se chyba               | (Říha/Půta)     | 3:46  |
| 8.     | Rock and Roller              | (Říha/Říha)     | 3:09  |
| 9.     | Vojín XY                     | (Říha/Vostárek) | 5:09  |
| 10.    | Někdy příště                 | (Říha/Půta)     | 4:44  |
| 11.    | Inzerát                      | (Říha/Půta)     | 3:06  |
| 12.    | Modrý z nebe                 | (Říha/Půta)     | 3:51  |
| 13.    | Třináctá komnata             | (Říha/Půta)     | 5:20  |
| 14.    | Rock and Roller              | (Říha/Říha)     | 3:05  |
| 15.    | Spolkneme hada (singl verze) | (Říha/Půta)     | 2:57  |

## Obsazení

### Katapult
- Oldřich Říha - kytara, zpěv, foukací harmonika
- Jiří Šindelář - baskytara, zpěv
- Milan Balcar - bicí nástroje

### Hudba
- Oldřich Říha - (1 - 10)

### Texty
- Ladislav Vostárek - (1, 9)
- Pavel Půta - (2 - 5, 7, 10)
- František Gellner - (6)
- Oldřich Říha - (8)